# Hệ thống dẫn nước muối cô đặc

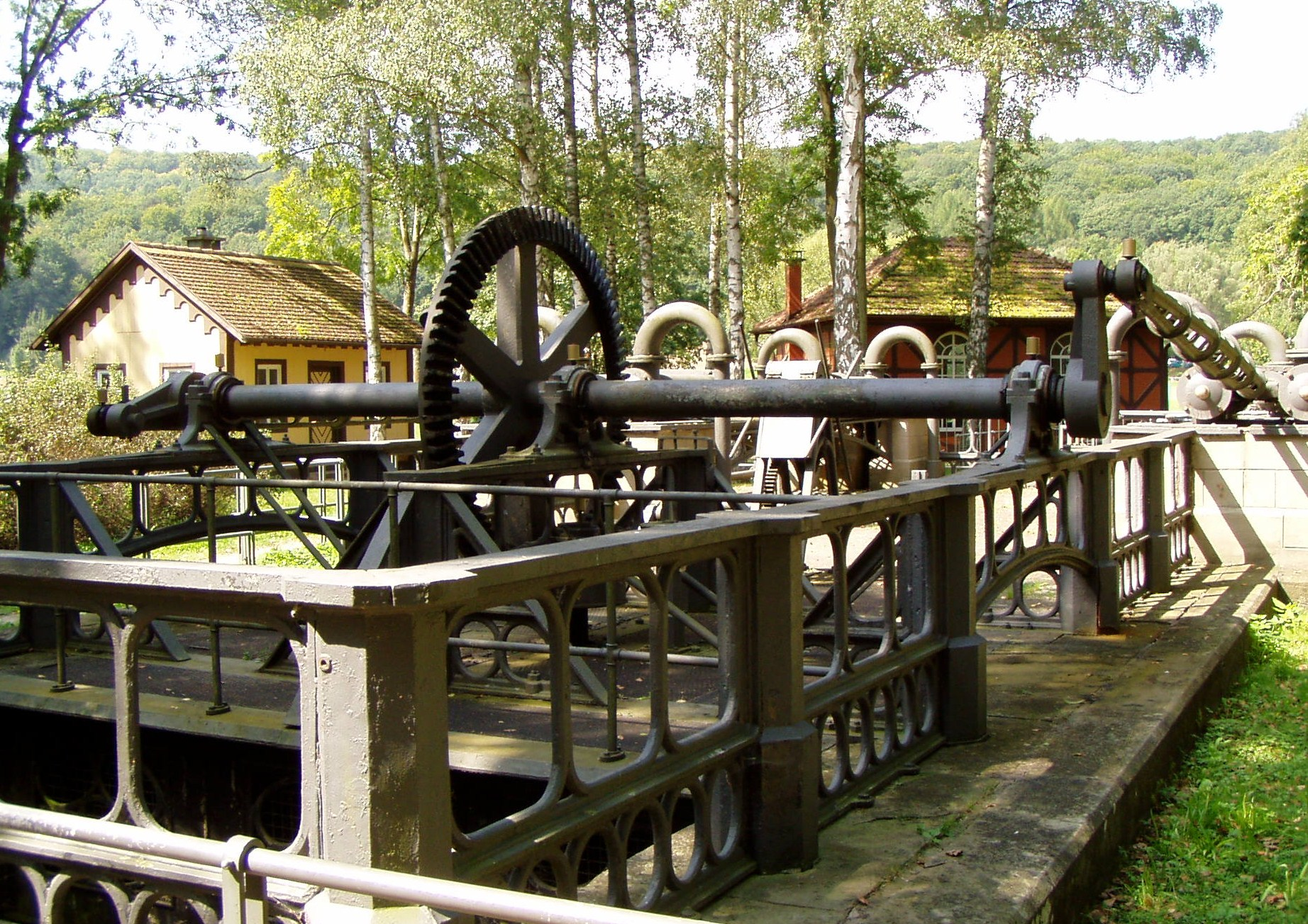
Một hệ thống dẫn nước muối

Hệ thống dẫn nước muối cô đặc được sử dụng để vận chuyển nước muối khai thác từ các mỏ tới nơi sản xuất. Việc khai thác và vận chuyển muối công nghiệp diễn ra chủ yếu bằng cách hòa tan muối trong nước. "Nước muối cô đặc" này có thể được bơm và chuyển tới cơ sở sản xuất muối để chế biến thành muối ăn, cụ thể bằng cách đun sôi, do đó thời đó cần những nơi có nhiều gỗ. Các đường ống dẫn nước muối được phát triển vào đầu thế kỷ 17 thường được mô tả là "các đường ống lâu đời nhất trên thế giới".

## Các tuyến đường dẫn nước muối
- Hallstatt – Bad Ischl – Ebensee
- Altaussee – Bad Ischl – Ebensee
- Reichenhall – Traunstein – Rosenheim
- Berchtesgaden – Reichenhall
- Sulza an der Ilm

## Du lịch
Khai trương vào năm 2015, đường đi dạo đường dài Salzalpensteig với tổng cộng 230 km và 18 chặng chạy dọc theo các đường ống nước muối cũ. Ngoài SalzAlpenSteig, bạn có thể hoạch định 25 SalzAlpenTouren cho các chuyến đi vòng tròn và các tuyến đường nhánh khác nhau trong chuyến đi bộ cá nhân.